# Mansa Konko
Mansa Konko è una città del Gambia, situata nella Divisione del Lower River.